# Eddy van der Maarel
Eddy van der Maarel, född 23 februari 1934 i Amsterdam, Nederländerna, död den 4 april 2021, var en nederländsk ekolog och  botaniker. Han var professor emeritus i ekologisk botanik vid Groningens universitet och har tidigare varit verksam som professor i samma ämne vid Uppsala universitet. Han invaldes 1990 som utländsk ledamot av svenska Vetenskapsakademien.

## Biografi
Van der Maarel studerade biologi vid Universiteit van Amsterdam från 1951 till 1959. Åren 1962 och 1968 arbetade han vid institutionen för botanik vid Universitetet i Utrecht och senare vid institutet för växtekologi vid Universitetet i Groningen. Van der Maarel disputerade vid Utrechts universitet 1966 med en avhandling med titeln : "Over vegetatiestructuren, -relaties en -systemen in het bijzonder in de duingraslanden van Voorne". Från 1968 till 1981 var han lektor i geobotanik vid katolska universitetet Nijmegen. Mellan 1981 och 1999 var han professor i ekologisk botanik vid Uppsala universitet och från 1995 till 1999 Gerard Baerends-professor vid Universitetet i Groningen. Han gick i pension 1999.
van der Maarel var grundare av Journal of Vegetation Science and Applied Vegetation Science.

## Utmärkelser och hedersbetygelser
- Riddare i Nederländska Lejonorden

[Redigera Wikidata]
Van der Maarel 
- valdes till ledamot av Royal Netherlands Academy of Arts and Sciences 1986,[7]
- blev medlem i Kungliga Fysiografiska Sällskapet i Lund 1991,[8]
- valdes till utländsk ledamot av Kungliga Vetenskapsakademien i gruppen biovetenskap[9] och
- var hedersledamot i International Association for Vegetation Science.[6]